# La Imprenta (Buenos Aires)

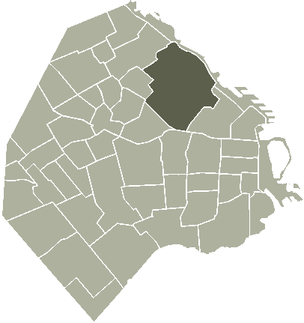
Plano de situación del barrio de Palermo.

"La Imprenta" es la denominación informal para referirse a una zona dentro del barrio de Palermo en la ciudad de Buenos Aires, Argentina. La Imprenta se encuentra ubicada inmediatamente al norte del sector de Palermo llamado Las Cañitas.
Su nombre se debe a que en la década de 1980 hubo un complejo inmenso llamado "La imprenta" en el que su vedette era una pista de patinaje sobre hielo. Cuando pasó la moda, la galería igual quedó y es un ícono del barrio, por eso a la zona de la calle Migueletes y Maure se la identifica con ese nombre.[cita requerida]

## Nuevos edificios en el barrio
En los últimos años "La Imprenta" al igual que "Las Cañitas" han venido experimentando una explosión de construcción de edificios de alta categoría y grandes torres, esto es debido al crecimiento económico de los individuos que pueblan la capital, ya que la zona es de alto poder adquisitivo